# Isidor Osipovič Chomskij
Isidor Osipovič Chomskij (Mosca, 13 dicembre 1936 – Mosca, 18 settembre 2020) è stato un regista sovietico.

## Filmografia parziale

### Regista
- Sestra muzikanta (1971)
- Utro, den', večer (1973)
- Rasskaz predsedatelja (1974)